# Wuhan Open
Wuhan Open — жіночий тенісний турнір, що проводиться з 2014 року в місті Ухань, КНР. Турнір має статус прем'єрного турніру WTA із чільних п'яти. Він проходить за тиждень до головного турніру азійської частини WTA туру — China Open. 

## Результати фіналів

### Одиночний розряд
| Рік       | Чемпіонка                           | Фіналістка                          | Рахунок                             |
| --------- | ----------------------------------- | ----------------------------------- | ----------------------------------- |
| 2014      | Петра Квітова                       | Ежені Бушар                         | 6–3, 6–4                            |
| 2015      | Вінус Вільямс                       | Гарбінє Мугуруса                    | 6–3, 3–0, припинила гру             |
| 2016      | Петра Квітова (2)                   | Домініка Цібулкова                  | 6–1, 6–1                            |
| 2017      | Каролін Гарсія                      | Ешлі Барті                          | 6–7(3–7), 7–6(7–4), 6–2             |
| 2018      | Аріна Соболенко                     | Анетт Контавейт                     | 6–3, 6–3                            |
| 2019      | Аріна Соболенко (2)                 | Алісон Ріск                         | 6–3, 3–6, 6–3                       |
| 2020–2023 | Скасований через Пандемію COVID-19. | Скасований через Пандемію COVID-19. | Скасований через Пандемію COVID-19. |
| 2024      | Аріна Соболенко (3)                 | Чжен Ціньвень                       | 6–3, 5–7, 6–3                       |

### Парний розряд
| Рік       | Чемпіонки                           | Фіналістки                                 | Рахунок                             |
| --------- | ----------------------------------- | ------------------------------------------ | ----------------------------------- |
| 2014      | Мартіна Хінгіс Флавія Пеннетта      | Кара Блек Каролін Гарсія                   | 6–4, 5–7, [12–10]                   |
| 2015      | Мартіна Хінгіс (2) Саня Мірза       | Ірина-Камелія Бегу Моніка Нікулеску        | 6–2, 6–3                            |
| 2016      | Бетані Маттек-Сендс Луціє Шафарова  | Саня Мірза Барбора Стрицова                | 6–1, 6–4                            |
| 2017      | Чжань Юнжань Мартіна Хінгіс (3)     | Аояма Сюко Ян Чжаосюань                    | 7–6(7–5), 3–6, [10–4]               |
| 2018      | Елізе Мертенс Демі Схюрс            | Андреа Сестіні Главачкова Барбора Стрицова | 6–3, 6–3                            |
| 2019      | Дуань Інін Вероніка Кудерметова     | Елісе Мертенс Аріна Соболенко              | 7–6(7–3), 6–2                       |
| 2020–2023 | Скасований через Пандемію COVID-19. | Скасований через Пандемію COVID-19.        | Скасований через Пандемію COVID-19. |
| 2024      | Анна Даніліна Ірина Хромачова       | Ейжа Мугаммад Джессіка Пегула              | 6–3, 7–6(8–6)                       |

## Виноски
1. ↑  WUHAN OPEN. 3 жовтня 2015. Архів оригіналу за 2 жовтня 2015. Процитовано 3 жовтня 2015. [Архівовано 2015-10-02 у Wayback Machine.]
2. ↑  Petra Kvitova beats Ежені Бушар. Архів оригіналу за 10 вересня 2017. Процитовано 5 квітня 2016.
3. ↑  Venue Williams biggest win in five years. WTA. 3 жовтня 2015. Архів оригіналу за 1 січня 2016. Процитовано 3 жовтня 2015.
4. ↑  BRILLIANT KVITOVA TAKES WUHAN TITLE. Архів оригіналу за 3 жовтня 2016. Процитовано 1 жовтня 2016.
5. ↑  Мартіна Хінгіс And Флавія Пеннетта Win Wuhan Open. Процитовано 5 квітня 2016.
6. ↑  HINGIS & MIRZA WIN SEVENTH TITLE OF YEAR. WTA. 3 жовтня 2015. Архів оригіналу за 12 серпня 2016. Процитовано 3 жовтня 2015.
7. ↑  MATTEK-SANDS & SAFAROVA STORM TO WUHAN TITLE, CONFIRM SINGAPORE RETURN. WTA. 1 жовтня 2016. Архів оригіналу за 4 жовтня 2016. Процитовано 1 жовтня 2016.